# 舍本縣
舍本縣（英語：Sherburne County）是美國明尼蘇達州中部的一個縣，西、南以密西西比河為界。面積1,168平方公里。根據美國2000年人口普查，共有人口64,417人。縣治艾克河 (Elk River)。
成立於1856年2月25日，縣名紀念明尼蘇達準州最高法院法官摩西·舍本 （Moses Sherburne）。